# 抖音的审查制度
这篇文章是关于抖音本身的审查。 有关政府和组织对抖音的限制，请参阅抖音限制。
有报道称，抖音和抖音审查了与中国及其他国家相关的政治内容以及少数族裔创作者的内容。 抖音表示，其最初的内容审核政策旨在减少分裂，并非出于政治动机。

## 政治
参见: 中国的互联网审查和海外的中国审查
抖音的内容审核政策被批评为不透明（尤其是抖音国内版的）。 根据各国情况制定的内部指导方针，可以禁止与1989年天安门广场抗议和屠杀、法轮功、西藏、台湾、车臣、北爱尔兰、柬埔寨种族灭绝、1998年印度尼西亚暴动、库尔德民族主义相关的内容。 黑人和白人之间或不同伊斯兰教派之间的民族冲突。 一份更具体的名单禁止了对世界领导人的批评，包括来自俄罗斯、美国、日本、朝鲜、韩国、印度、印度尼西亚和土耳其的过去和现在的领导人。
2019年9月，《华盛顿邮报》报道了前美国员工的指控，称蒂克托克审查了对北京敏感的内容以及与中国无关的政治讨论。 唐纳·川普和2019-2020年香港抗议活动等话题在抖音平台上明显较少见。 抖音表示，它将用内容审核方面更大的自主权运营的区域团队来取代其在北京的审核。2019年11月27日，抖音暂时暂停了费罗扎·阿齐兹的账户，因为她发布了一段视频（伪装成化妆教程），该视频引起了人们对新疆拘留营的关注。抖音后来道歉并声称，她很快恢复的账号是因为在另一篇帖子中开奥萨马·本·拉登的玩笑而被标记的。2020年7月，抖音删除了一段关于新疆拘留营的视频，此前该视频获得了数百万的观看量。 截至2024年6月，它再次提供，观看次数超过六百万。 视频的创作者还报告了其他她因谈论政府或政治而被禁止或限制观看直播的情况。
抖音的政策禁止与特定外国领导人名单相关的内容，如弗拉基米尔·普京、唐纳德·特朗普、贝拉克·奥巴马和圣雄甘地，因为这些内容可能会引发争议并攻击政治观点。其政策还禁止批评土耳其总统雷杰普·塔伊普·埃尔多安的内容以及被认为支持库尔德民族主义的内容。据报道，抖音审查了支持印度公民法抗议活动的用户以及那些促进印度教徒和穆斯林之间和平的用户。
2020年3月，泄露给《拦截》的内部文件显示，管理员被指示审查直播中的政治言论，禁止那些损害"国家荣誉"或传播关于"警察等国家机关"直播内容的人。为回应审查关切，抖音的母公司聘请了包括前美国国会议员巴特·戈登和杰夫·邓哈姆在内的强生公司为其内容审核政策提供咨询。
2020年6月，《华尔街日报》报道，一些此前非政治性的抖音用户正在发表支持北京的观点，明确目的是增加订阅者并避免影子禁令。那个月晚些时候，《印度时报》报道蒂克托克禁止了与中印边界争端和中印冲突相关的视频。七月份，该公司宣布根据香港国家安全法退出香港。
字节跳动和抖音表示，他们早期的指导方针是全球性的，旨在减少平台仍在增长时的在线骚扰和分裂。 它们已经被当地团队为不同地区的用户定制的版本所取代。 公司邀请英国立法者审查其算法。
2021年1月，抖音禁止了被认为煽动暴力的与特朗普相关的内容。2月3日，它因与俄罗斯官员合作移除"禁止"内容而受到赞扬，这些内容大多与俄罗斯的抗议活动有关。2021年3月，公民实验室的一项研究发现，抖音并未在政治上审查搜索内容，但对帖子是否被审查尚不明确。
2022年2月，德国报纸《法兰克福汇报》报道，包含"再教育营"、"拘留营"或"劳动营"等术语的视频中的自动字幕被星号取代。据说抖音在德国运营一个可疑的过滤系统，该系统禁止使用与纳粹主义相关的词语，如"奥斯维辛"。
为回应2022年俄罗斯入侵乌克兰，抖音禁止了新的俄罗斯帖子和直播。用户数据权利组织"追踪曝光"得知了一个可能被亲俄海报利用的技术故障。 它指出，尽管抖音在三月底前修补了这一和其他漏洞，但由于最初未能正确实施这些限制，再加上克里姆林宫的"假新闻"法律的影响，导致俄罗斯形成了一个"分裂互联网……主要由支持战争的内容主导"。
佐治亚理工学院互联网治理项目在2023年发表的一篇论文得出结论，抖音"既不是通过直接屏蔽材料，也不是通过其推荐算法间接输出审查。"
2023年3月，篮球运动员埃内斯·坎特·弗里德姆在多次警告后被禁止使用抖音，但随后在抖音首席执行官周受资在美国国会作证后恢复了资格。 抖音表示它支持之前对自由的攻击，但由于一个审核错误，他的账号越过了被禁的界限。 自由表示，在恢复账户后，他将继续在平台上批评中国政府。 当时，美国的抖音包含了许多在中国会被审查的视频，包括#维吾尔族待遇（2.78亿次观看）、#天安门广场（1800万次观看）和#自由西藏（1300万次观看）等标签。五月份，阿克顿研究所因推广关于李健民入狱及中国政府对香港民主派打压的视频而被暂停运营。这一暂停引起了美国众议院美国与中国共产党战略竞争特别委员会的议员们的"深切关注"。
在以色列-哈马斯战争期间，抖音被指控拒绝播放被哈马斯扣押的以色列人家属的广告。马来西亚通信部长法米法兹也指责提克托克压制支持巴勒斯坦的内容。 该公司表示，它禁止赞扬哈马斯，并删除了超过77.5万段视频和1.4万次直播。
2023年12月，罗格斯大学网络传染研究所的研究人员进行的一项研究发现，基于抖音与中国政府利益的一致性，抖音上的内容"有很大可能性被放大或抑制。"《纽约时报》评论该研究时表示，"[准备就绪] 有证据表明中国使用抖音作为宣传工具。 与中国政府想要压制的主题相关的帖子——比如香港抗议和西藏问题——奇怪地缺失在平台上。研究人员随后发现，抖音移除了分析敏感话题标签的能力。抖音表示，它限制了其创意中心下可搜索的标签数量，因为这些标签被"滥用以得出不准确的结论"。
加图研究所的一位历史学家指出，罗格斯大学的研究存在"基本错误"，并批评了随后不加批判的新闻报道。 该研究比较了抖音存在之前的数据，显示该应用关于历史敏感话题的标签较少，从而扭曲了研究结果。
2024年8月，彭博社报道，罗格斯大学国家信息中心根据用户旅程数据发布了一份新报告。通过搜索四个关键词在抖音、优音管和网屏上，研究人员发现抖音算法显示与中国人权侵犯相关的正面、中立或无关内容的比例高于网音和优音管。研究人员还发现，每天在应用程序上花费三小时或更多的用户对中国的人权记录比非用户更加积极。 抖音驳斥了国家信息中心的研究，称该研究没有反映真实用户体验。

## 少数群体

### 性少数群体与残障人士
2019年，《卫报》报道，抖音为提供本地敏感的监管措施，导致删除了在土耳其等国家可能被视为对同性恋者+人或同性恋者+权利（如手牵手的同性伴侣）积极的内容
2019年12月，抖音承认其旨在通过人为降低算法识别为同性恋者制作的视频的病毒式传播潜力来"减少视频评论中的欺凌行为"。同月，德国网站报道，抖音还人工降低了其算法识别出的由"肥胖人士、面部畸形者、自闭症人士、唐氏综合症患者、残疾人或有面部问题的人"制作的视频的病毒式传播潜力。 受影响的人可能不会在本国以外的地方播放他们的视频，或者让视频出现在抖音个性化算法首页的"为你"页面上。据《边缘》报道，一些在抖音上的女同性恋者开玩笑地称自己为"豆豆恋"，指的是用来避免抖音删除视频的"豆豆恋"的拼写。 希克斯告诉《边缘》杂志，"这变成了一个笑话，因为那些包含'女同性恋'这个词的内容要么被标记为需要删除，要么导致用户的账户出现问题"。
2020年，抖音被指控审查跨性别用户，原因是有关跨性别用户的视频被删除或静音的报道。 跨性别用户在帖子被删除后抱怨受到了审查。英国广播公司报道，同性恋者联盟+慈善机构石墙表示，此类行为"向使用该平台寻求支持的年轻跨性别者发出了有害的信息"。 抖音发表声明声称他们"绝对不会基于性别认同的表达删除任何内容"。
2020年9月，澳大利亚战略政策研究所报告称，在波斯尼亚、俄罗斯和约旦，某些同性恋者+标签已被限制使用。 抖音承认在某些国家限制了标签的使用，引用了当地法律对某些标签的限制以及其他主要用于色情目的的标签。 抖音还声称，一些标签被误删了，随后修复了这个问题，并且其他据称被审查的标签至今从未被实际的视频创作者使用过。
2021年5月，美国间性活动家皮乔恩·帕戈尼斯报告称，"间性"标签第二次在抖音上不可用。 抖音告诉《边缘》杂志，该标签被误移，并在两次事件中随后被恢复，这引发了公众对该标签是否被审查的猜测。
抖音已经道歉并实施了禁止反《列强传》意识形态的禁令，但中国、中东和欧洲部分地区可能适用额外的审查法律。

### 非洲裔人士

活动人士鼓励抖音用户将个人资料图片改为举起拳头的象征，以示对非裔美国创作者的支持。

在抗议种族主义行为及种族主义整体的案例中，用户感到他们的内容受欢迎程度发生了变化，比如内容出现的频率降低了，甚至根本就没有出现。
2020年5月7日，为了纪念马尔克姆·X即将在5月19日的生日，抖音用户莱克斯·斯科特鼓励观众通过将个人资料图片更改为黑人权力拳符号来抗议抖音对非裔美国创作者的压制，并关注那些不支持该倡议的创作者。 这被称为#印黑运动。 截至5月19日上午，数千名抖音用户纷纷效仿，#黑之声#的标签浏览量超过了600万次。
乔治·弗洛伊德被谋杀后，于2020年5月25日在美国引发了种族动荡和世界各地的抗议活动，抖音的创作者声称抖音托克故意压制使用#黑命贵#和#乔治·弗洛伊德#标签的视频，这些视频似乎没有任何观看次数。 抖音发布声明为此道歉，声称显示错误是由技术故障引起的，并且这些标签已经获得了超过20亿次的观看。希克斯认为，同性恋者、双性恋者和有色人种发现这些指南的执行方式"大不相同"，这意味着他们的内容将因涉嫌违规而被压制或移除，并且来自其他用户的骚扰报告不会受到处理:"这不仅损害了他们在应用程序上发言和被关注的能力。" 但这也让他们有机会受到攻击，并遭到仇恨言论的攻击。他告诉美国有线电视新闻网，他欢迎抖音在2020年乔治·弗洛伊德被警方杀害后公开承诺支持黑人社区，并且他申请加入该公司是因为他认为它的企业价值"真的引起了我的共鸣。"短语"黑人的命也是命"及其相关的几个内容被标记为不适当。
2021年，抖音道歉并承诺会做得更好，此前一个应用程序呼吁对黑人创作者进行更公平的对待，原因是有关审查和内容压制的指控已被暂停。 抖音此后为种族主义道歉，但许多黑人创作者表示几乎没有改变。

### 评论
根据科技历史学家马·希克斯的说法，抖音上的创作者觉得他们必须对其发布的内容过于谨慎，"因为规则在任何时候都会发生变化，而且缺乏透明度"。希克斯表示，标签的突然消失，无论是有意还是无意，对已经被边缘化和抹去的社区产生了"极其严重的问题和负面影响"。 抖音上内容删除和审核的模糊性持续让应用程序的用户感到沮丧。 抖音有社区指南，但没有公开禁止的具体词汇和短语列表，也不清楚算法上的审核与实际操作之间的审核程度。

## 抖音的审查制度
中国严格监管抖音的姊妹应用抖音在2018年后对未成年人的使用方式。在政府的压力下，字节跳动引入了家长控制和"青少年模式"，仅显示白名单内容，如知识共享，并禁止恶作剧、迷信、舞蹈俱乐部和亲私密内容。